# Isabel Zendal Gómez

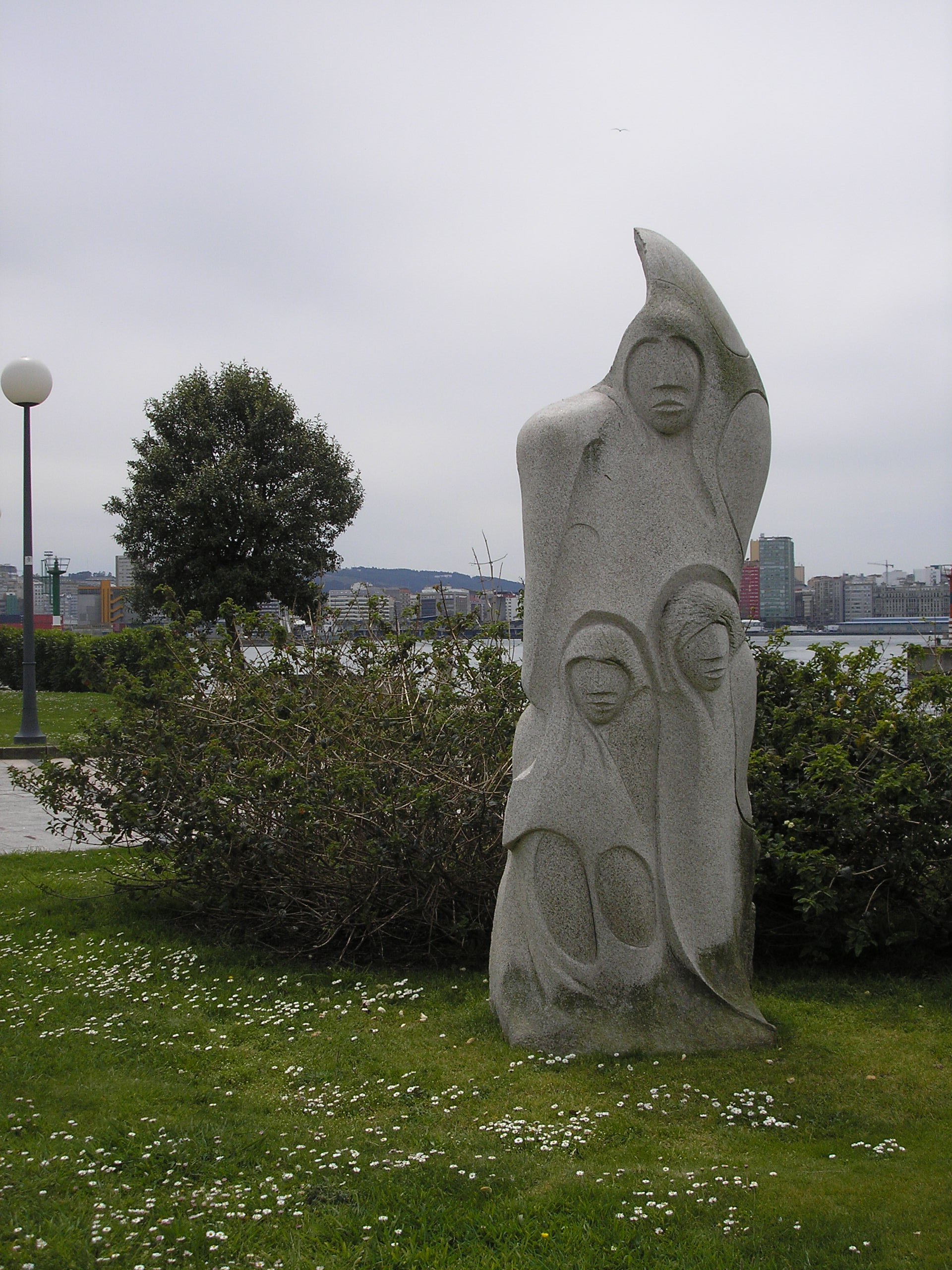
Denkmal für Isabel Zendal und die Kinder der Impfexpedition in A Coruña, Spanien

Isabel Zendal Gómez (* um 1773 in Santa Mariña de Parada, Ordes, A Coruña, Spanien; † nach 1811 in Puebla de los Ángeles, Mexiko) war eine spanische Krankenschwester und Rektorin des Waisenhauses im Hospital de Caridad in A Coruña. Sie nahm ab 1803 als einzige Frau an der Königlich philanthropischen Impfexpedition (Real Expedición Filantrópica de la Vacuna) von Francisco Xavier Balmis teil. Die Expedition hatte zum Ziel, den kurz zuvor in England entwickelten Pockenimpfstoff in die spanischen Kolonien zu bringen und dort Impfkampagnen zu initiieren. Isabel Zendal Gómez war verantwortlich für die Betreuung der Kinder, die als Träger des Lebendimpfstoffes mit auf die Expedition genommen wurden.
Sie wurde 1950 von der Weltgesundheitsorganisation (WHO) als erste Krankenschwester in der Geschichte auf einer internationalen Mission anerkannt. Seit 1978 verleiht die mexikanische Regierung jährlich den Preis "Premio Enfermera Isabel Cendala y Gómez". In Puebla trägt eine Krankenpflegeschule ihren Namen.

## Biografie

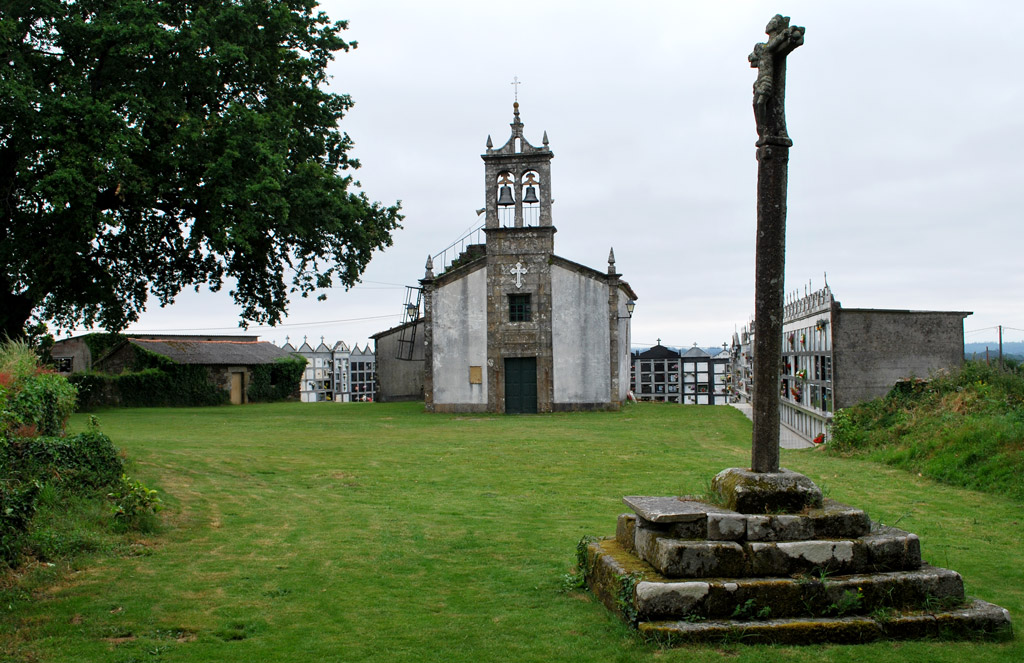
Kirche Santa Mariña de Parada, Ordes, A Coruña, Spanien

Isabel Zendal Gómez wurde 1773 in Santa Mariña de Parada, Ordes, A Coruña im galicischen Nordwesten Spaniens geboren. Es existieren zahlreiche Versionen ihres Namens: Isabel López Gandalia, Isabel Sendalla, Isabel Zendalla, Ysabel Gómez Sandalla, Isabel Cendalla y Gómez, Isabel Cendales, Isabel Gandalla, Isabel Sendales und Isabel Cendala y Gómez. Sie war das zweite von neun Kindern der Eheleute Jacobo Zendal aus der Pfarrei Santa Cruz de Montaos und Ignacia Gómez aus der Pfarrei Parada; beide waren arme Bauern. 1788 starb ihre Mutter, möglicherweise an den Pocken, der Vater starb im Jahr 1800. 1796 wurde ihr Sohn Benito geboren. Isabel begann im Alter von 20 Jahren am Hospital de Caridad in A Coruña zu arbeiten und leitete ab März 1800 das dortige Waisenhaus (Casa de Expósitos) als Rektorin.

### Königlich philanthropische Impfexpedition

Route der Real Expedición Filantrópica de la Vacuna

Isabel Zendal Gómez wurde per Dekret vom 14. Oktober 1803 in die vom spanischen König Karl IV. finanzierte Königlich philanthropische Impfexpedition aufgenommen. In deren Verlauf reiste sie ab Ende November 1803 auf der Korvette María Pita zunächst nach Teneriffa, 1804 von dort weiter nach Puerto Rico, Caracas, Kuba und Mexiko, von wo aus sie im April 1805 die Philippinen erreichte.

„Die arme Rektorin, die durch die übermäßige Arbeit und die Strenge der verschiedenen Klimazonen, durch die wir gereist sind, ihre Gesundheit völlig verloren hat, hat Tag und Nacht unermüdlich die ganze Zärtlichkeit der empfindsamsten Mutter auf die 26 kleinen Engel in ihrer Obhut ausgegossen, so wie sie es von A Coruña aus und auf all den Reisen getan hat, und hat ihnen bei ihren ständigen Krankheiten voll und ganz beigestanden.“

Im August 1809 kehrte Isabel Zendal Gómez mit der Expedition nach Acapulco zurück und blieb in der Folge mit ihrem Sohn in Mexiko, ohne nach Spanien zurückzukehren. Sie lebte zuletzt in Puebla, worauf ein letztes bekanntes Dokument aus dem Jahr 1811 hindeutet, in dem auf sie Bezug genommen wird: eine Rentenforderung für ihren Sohn, auf die er als eines der Kinder Anspruch hatte, die den Pockenimpfstoff in ihren Körpern nach Lateinamerika gebracht hatten.
Erst zwei Jahrhunderte später wurde Isabel Zendal Gómez im Ergebnis journalistischer und wissenschaftlicher Recherchen wieder einer breiteren Öffentlichkeit in Spanien bekannt und fand im Zuge der Berichterstattung zur Covid-19-Pandemie im Jahr 2020 Erwähnung in den Medien.

## Galerie

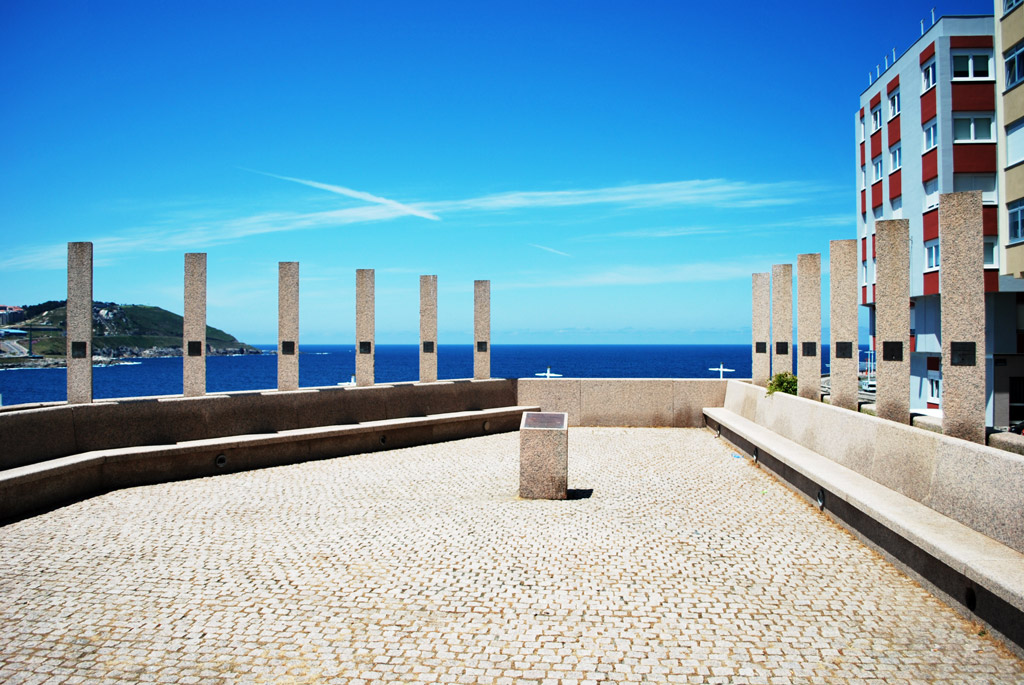
Denkmal für die Königlich philanthropische Impfexpedition in A Coruña
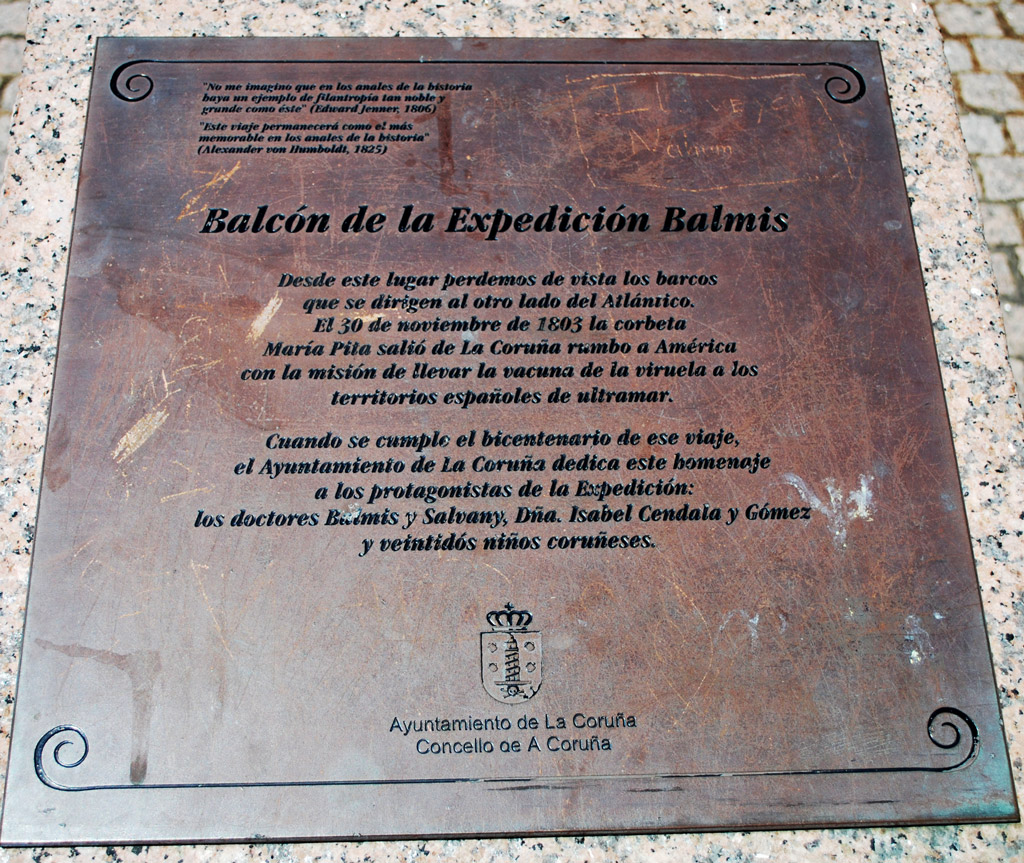
Gedenktafel für die Teilnehmer der Impfexpedition
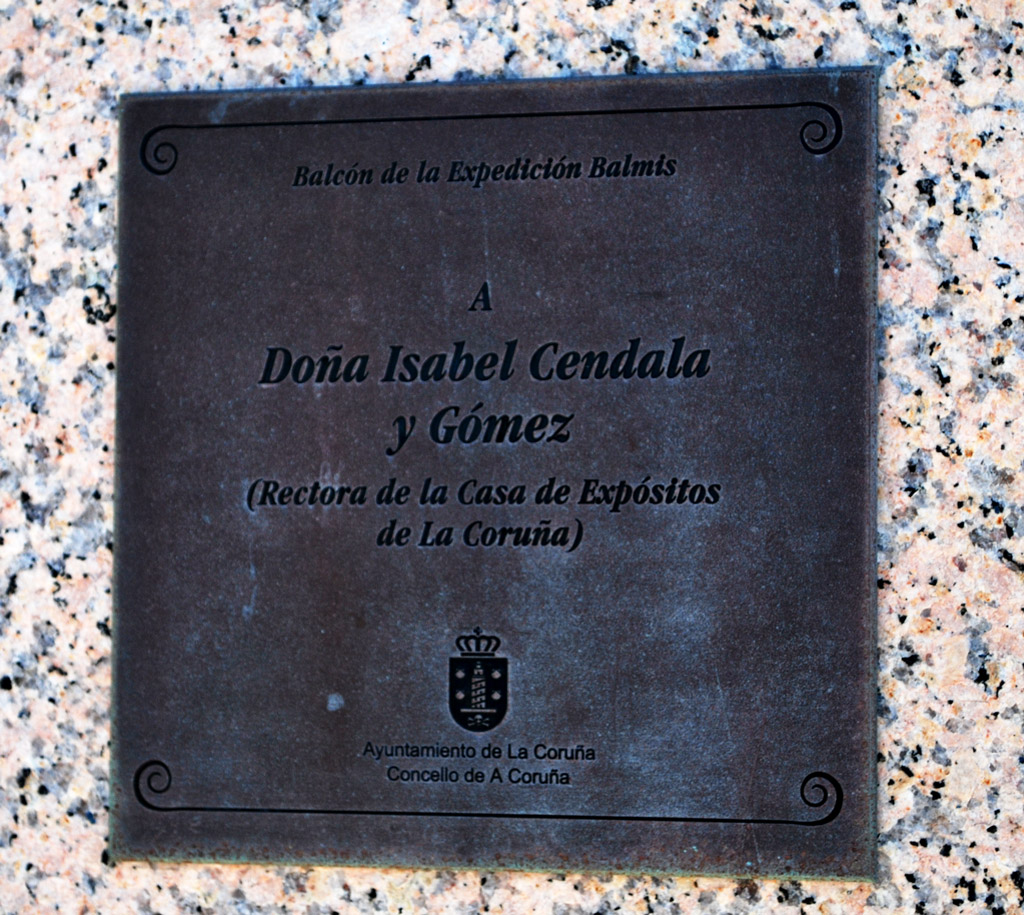
Gedenktafel für Isabel Zendal
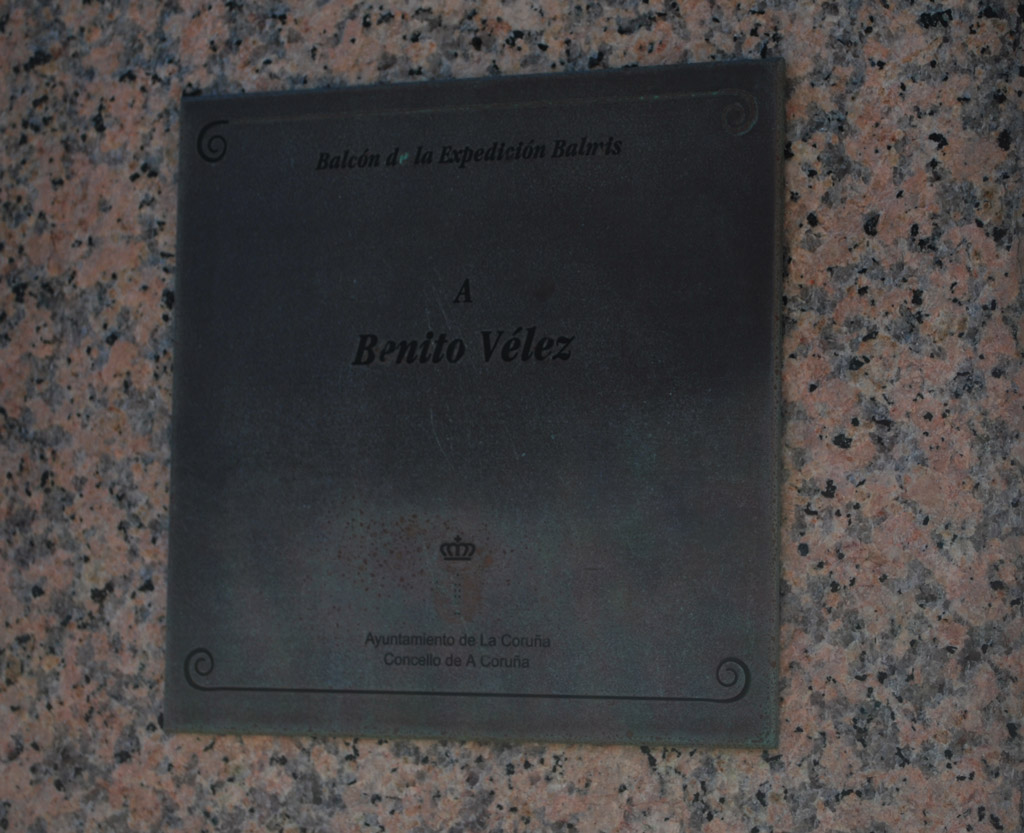
Gedenktafel für eines der Kinder: Benito, den Sohn von Isabel Zendal

## Belletristik
- Julia Álvarez: Saving the World. Algonquin Books of Chapel Hill, 2006, ISBN 978-1-56512-510-0.
- Almudena de Arteaga: Ángeles custodios (Schutzengel). Anaya infantil y juvenil, 2010, ISBN 978-84-698-3355-1.
- Javier Moro: A flor de piel. Grupo Planeta Spain, 2015, ISBN 978-84-322-2498-0.
- María Solar: Los niños de la viruela (Die Pocken-Kinder). 2017, ISBN 978-84-698-3355-1.
- El primo Ramón: Nuevo Mundo. Isabel Zendal en la Expedición de la Vacuna (Neue Welt. Isabel Zendal auf Impfexpedition). 2018, ISBN 978-84-949549-1-7.
- Spielfilm "22 Ángeles" (22 Engel), 2016. Regie Miguel Bardem. Musik Luis Ivars. Produktion Sunrise PC für TVE.